# 가게

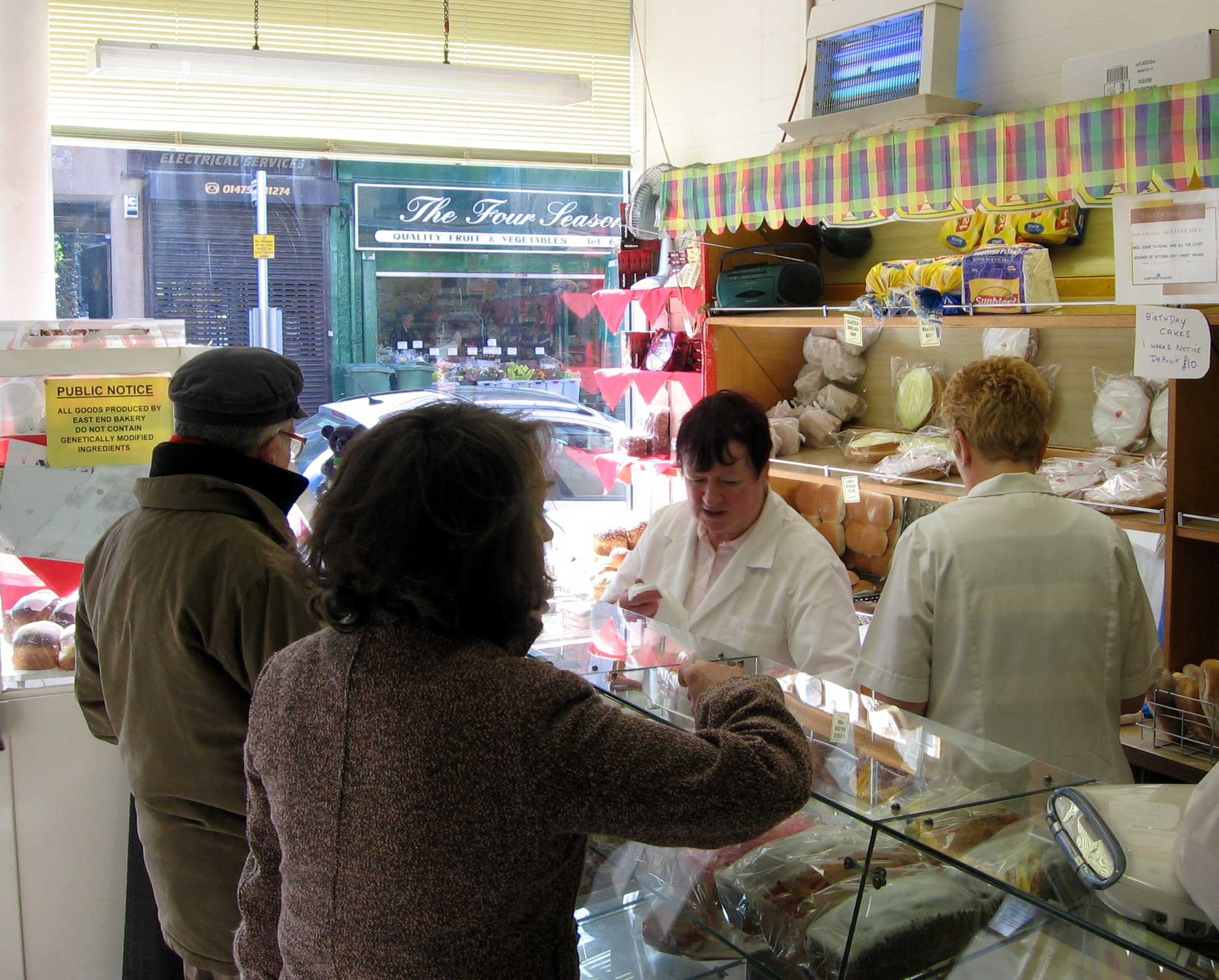
가게

가게는 상품을 팔거나 서비스를 제공하는 따위의 상업적인 활동을 하기 위한 유무형의 공간 및 장소를 말한다. 가게들이 밀집하여 있는 거리나 소규모의 지역은 상가(商街)라고 하며, 집 근처 골목길 인접 지역이나 외진 곳 등지에서는 매점이라고 정의한다. 그 외에도 상점(商店), 점포(店鋪), 스토어, 매장 등도 물론 의미하게 된다.

## 가게의 어원
가게의 어원으로는 시렁, 선반 또는 차양을 뜻하던 것으로 행인이 앉아 쉬게 하던 평상과 같은 것을 가리키는 의미를 가진 가개에서 기원하였던 것으로 추측된다. 또한 임시로 노점과 같이 생겨난 곳을 의미하게 되는 가게가 점차 상점의 의미를 지니게 된 것으로 오늘에 이르고 있다.

## 같이 보기
- 노점 (가게)